# Nemoraea nigroscutellata
Nemoraea nigroscutellata är en tvåvingeart som beskrevs av Macquart 1848. Nemoraea nigroscutellata ingår i släktet Nemoraea och familjen parasitflugor.
Artens utbredningsområde är Belgien. Inga underarter finns listade i Catalogue of Life.